# Tore grav
Tore grav är ett naturreservat i Nyköpings kommun i Södermanlands län.
Området är naturskyddat sedan 1997 och är 10 hektar stort. Reservatet består av barrblandskog.

## Bildgalleri

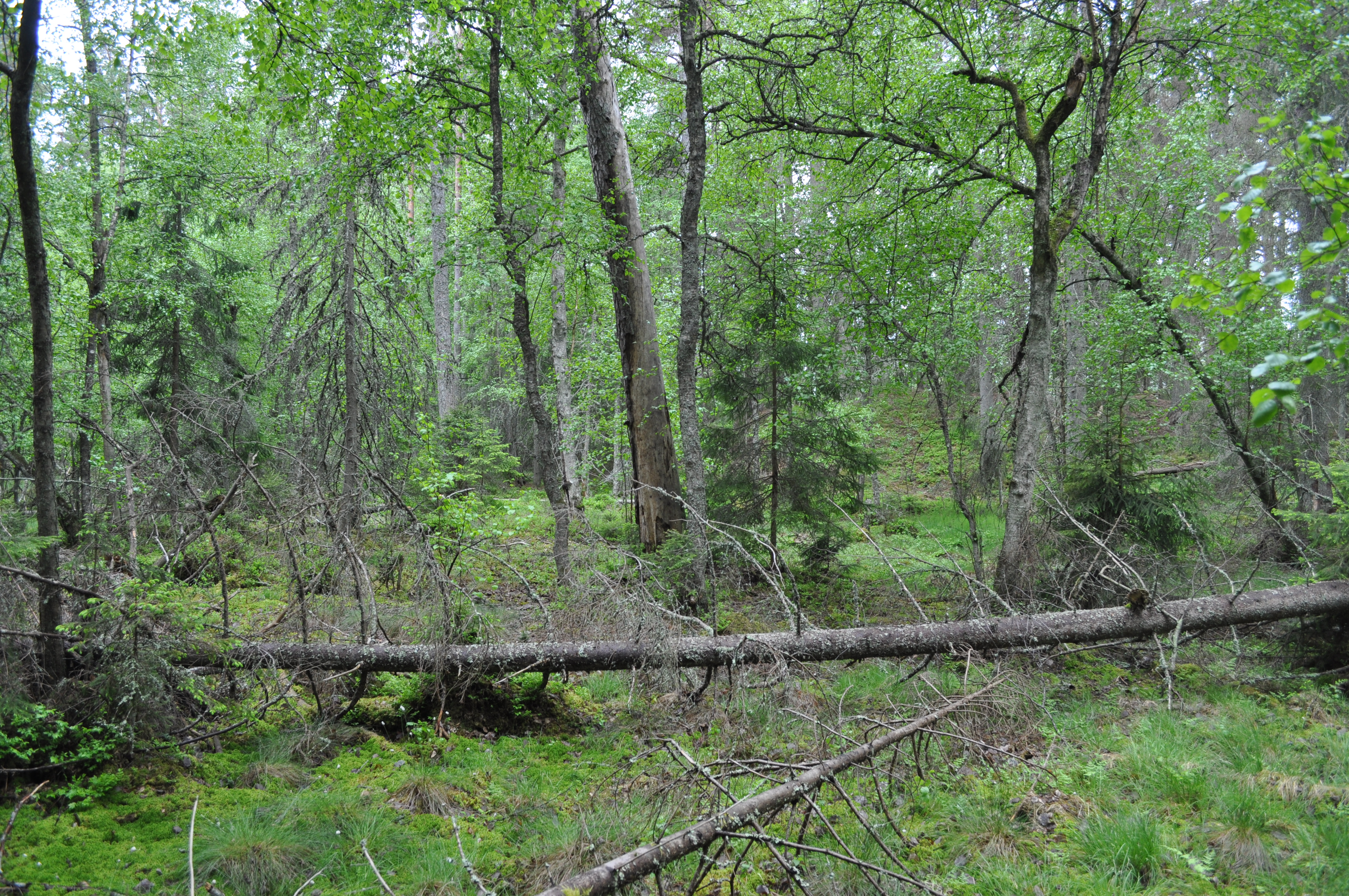
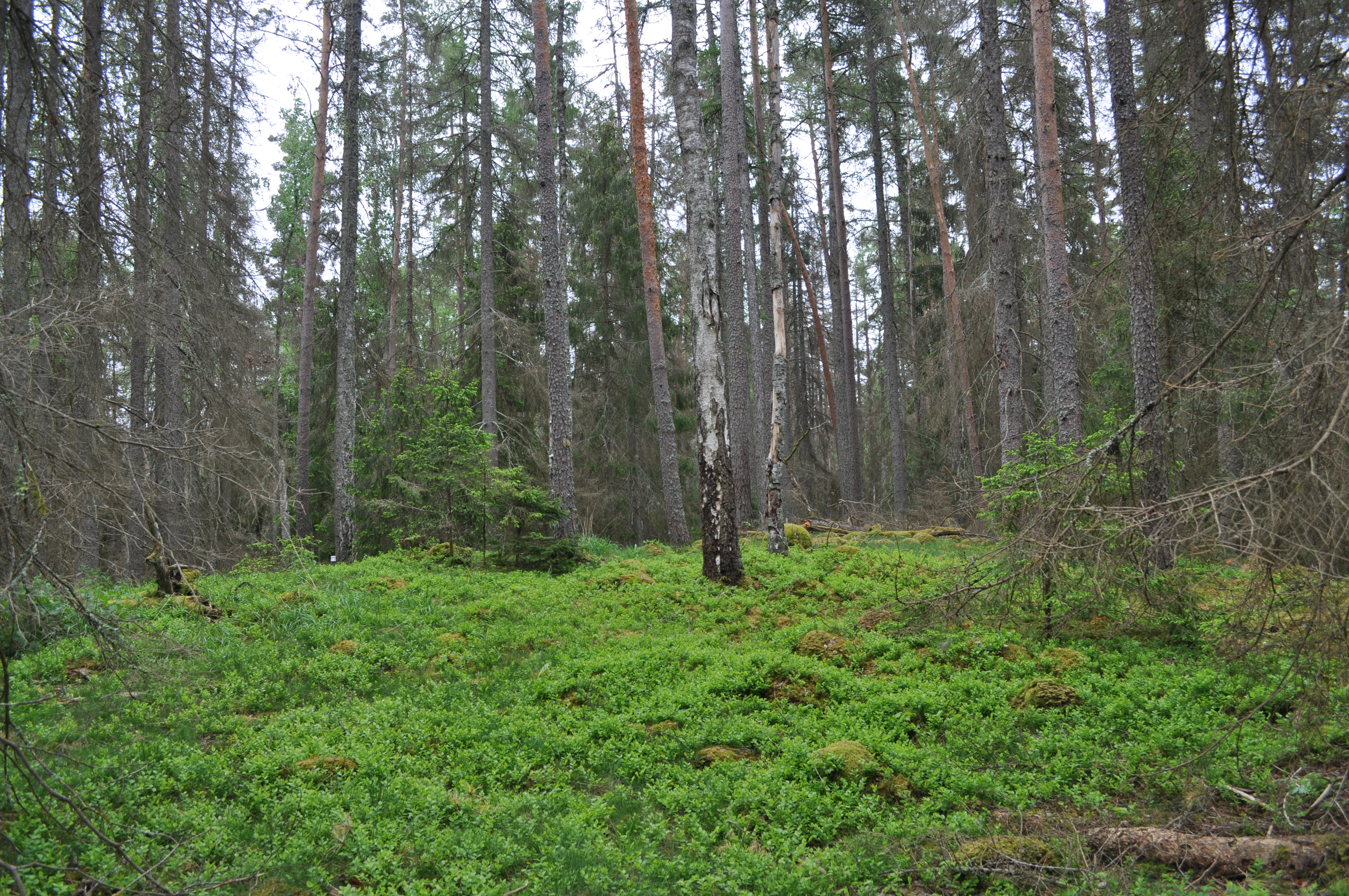